# Elin Lanto
Elin Lanto (ur. 22 lipca 1984 w Litslenie) – szwedzka piosenkarka, która popularność w swoim kraju zdobyła debiutanckim singlem I Won't Cry.
W 2007 startowała w szwedzkich eliminacjach do konkursu Eurowizji, Melodifestivalen, z piosenką Money. W 2010 ponownie wzięła udział w eliminacjach Melodifestivalen, tym razem z piosenką Doctor Doctor.

## Dyskografia

### Albumy studyjne
- One (2005)
- Love Made Me Do It (2010)

### Single
| Rok  | Tytuł                      | Pozycja |
| Rok  | Tytuł                      | SWE     |
| ---- | -------------------------- | ------- |
| 2004 | I Won't Cry                | 1       |
| 2005 | I Can Do It (Watch Me Now) | 4       |
| 2005 | We Fly                     | 56      |
| 2007 | Money                      | 16      |
| 2008 | Speak 'n Spell             | 9       |
| 2008 | My Favourite Pair of Jeans | 35      |
| 2008 | Discotheque                | 16      |
| 2009 | Love made me stupid        | -       |
| 2010 | Doctor Doctor              | 26      |
| 2010 | Tickles                    | -       |